# Scharwächter
Als Scharwächter wurde an einigen Orten ein Mitglied einer Wachmannschaft bezeichnet, die nachts als Wächter-Gruppe durch die Straßen zog, um für die Aufrechterhaltung der öffentlichen Ordnung und Nachtruhe Sorge zu tragen. Oft wurden in Universitätsstädten, wo betrunkene oder rauflustige Studenten häufig die Nachtruhe störten, aus bewaffneten Bürgern oder besoldeten Militärinvaliden bestehende Scharwachen gebildet.
Der Volksmund kannte die Bezeichnung auch für einen außerordentlichen Nachtwachedienst zur Beaufsichtigung und Unterstützung der Nachtwächter bei erhöhter Feuersgefahr, beispielsweise bei starkem Föhn in den Bergtälern der Alpen.
Als Scharwacht wurde zudem eine in Kriegszeiten dienende patrouillierende Wacht bezeichnet. Die Bezeichnung hat sich auf die kleinen Wachttürmchen an den Ecken der Wälle von Befestigungsanlagen übertragen, die Scharwachttürme.